# جيمس ك. كيروين
جيمس ك. كيروين (بالإنجليزية: James C. Kerwin)‏ هو محامي وقاضي وسياسي أمريكي، ولد في 14 مايو 1850، وتوفي في 29 يناير 1921.